# Sabrina Malek
Sabrina Malek est une réalisatrice française. 
Titulaire d'un DEA en anthropologie à l'EHESS, elle a réalisé plusieurs documentaires en collaboration avec Arnaud Soulier.

## Filmographie

### Comme réalisatrice
- 1995 : Chemins de traverse coréalisé avec Arnaud Soulier
- 1996 : Paroles de grève coréalisé avec Arnaud Soulier
- 2000 : Une autre route coréalisé avec Arnaud Soulier
- 2002 : René Vautier, cinéaste franc tireur coréalisé avec Arnaud Soulier
- 2004 : Un monde moderne coréalisé avec Arnaud Soulier
- 2009 : Paroles sur le décrochage
- 2011 : Art mur

### Comme ingénieur du son
- 2010 : Je cherche Jeanne de Franck Saint-Cast
- 2014 : Paulette Cardinali : "Les Pages de ma vie" d'Emmanuelle Legendre

## Distinctions
- 1997 : prix du Patrimoine pour Chemins de traverse au festival Cinéma du réel[1]
- 2004 : prix du film long pour Un monde moderne au festival Écrans documentaires[2]